# Brian Kirk
Brian Kirk (Armagh, 1968) is een Iers televisieregisseur die vooral bekend is geworden door het regisseren van twee afleveringen van de televisieserie Brotherhood. In 2000 won hij de prijs voor "Best International Short - Short Drama" op het Brooklyn Film Festival voor de film Billy and Zorba.

## Filmografie
- Biblioteca Nacional de España: XX5323982
- Bibliothèque nationale de France: cb16601848g (data)
- Gemeinsame Normdatei: 1041354975
- International Standard Name Identifier: 0000 0001 1792 9025
- Library of Congress Control Number: no2011043449
- Nationale Bibliotheek van Tsjechië: xx0128242
- Nationale Bibliotheek van Israël: 987007335488205171
- Nederlandse Thesaurus van Auteursnamen: 311721451
- Système universitaire de documentation: 131222740
- Virtual International Authority File: 159926095
- WorldCat: E39PBJrcj43QmVF4rwDbhvfg8C